# Sarabanda (Skaldowie)
Sarabanda – utwór z repertuaru zespołu Skaldowie, będący fragmentem 3 części Sonaty d-moll na skrzypce i basso continuo op.5 nr 7 Arcangelo Corellego, zaaranżowanym przez Andrzeja Zielińskiego na zespół i orkiestrę smyczkową. Utwór ten Skaldowie zarejestrowali w styczniu 1970 roku, podczas sesji nagraniowych do czwartej płyty "Od wschodu do zachodu słońca". Kompozycja pełni rolę klamry spinającej zawartość albumu – stanowi jego początek, repryza zaś zakończenie. W zamyśle lidera zespołu, miała ona symbolizować tytułowy wschód i zachód słońca, dzięki czemu płytę nazwać można albumem koncepcyjnym.
Interpretacja Skaldów odbiega od standardowego, barokowego schematu sarabandy – przede wszystkim utwór wykonywany jest znacznie szybciej, niż miał zamiar kompozytor. Materiał muzyczny opiera się na głosach braci Zielińskich, wokalizujących główny temat, przy akompaniamencie rozbudowanego kontrapunktu sekcji skrzypiec, oraz dynamicznym podkładzie członków zespołu.

## Muzycy, biorący udział w nagraniu
- Andrzej Zieliński – fortepian, wokaliza;
- Jacek Zieliński – wokaliza;
- Konrad Ratyński – gitara basowa;
- Jerzy Tarsiński – gitara;
- Jan Budziaszek – perkusja;
- Orkiestra smyczkowa pod dyrekcją Andrzeja Zielińskiego;